# Papaver nudicaule
Pour les articles homonymes, voir Pavot (plante) et Pavot (homonymie).
Pavot d'Islande
Espèce
Classification APG III (2009)
Synonymes
- Papaver alpinum var. xanthopetalum Trautv.[1]
- Papaver chinense (Regel) Kitag.[1]
- Papaver croceum Ledeb.[2]
- Papaver miyabeanum Tatew. ex Miyabe & Tatew.[3] [2]
- Papaver nudicaule var. chinense (L.) Fedde[1]
- Papaver rubro-aurantiacum Fisch. ex DC.[1]
- Papaver tenellum Tolm.[1]

Papaver nudicaule, le Pavot d'Islande, est une espèce de plantes à fleurs de la famille des Papavéracées. C'est une plante herbacée originaire des régions sub-pôlaires d'Asie et d'Amérique du Nord, des montagnes du Centre de l'Asie et de Chine tempérée. Malgré son nom vernaculaire, elle n'est pas originaire d'Islande.
Elle est cultivée comme plante ornementale. Les fleurs ont quatre pétales, de couleurs variées. La floraison a lieu au printemps et en hiver.

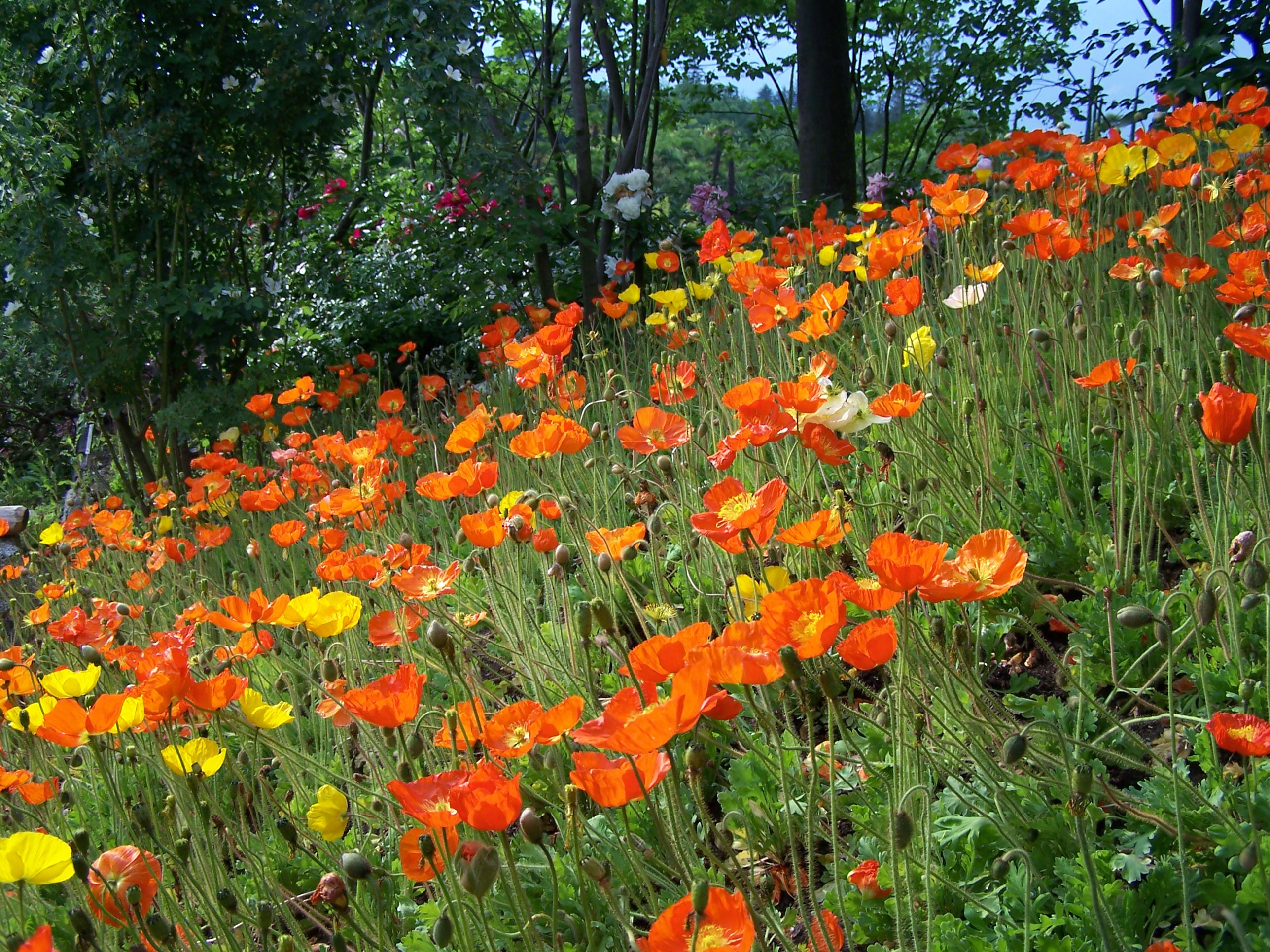
Vue d'ensemble.
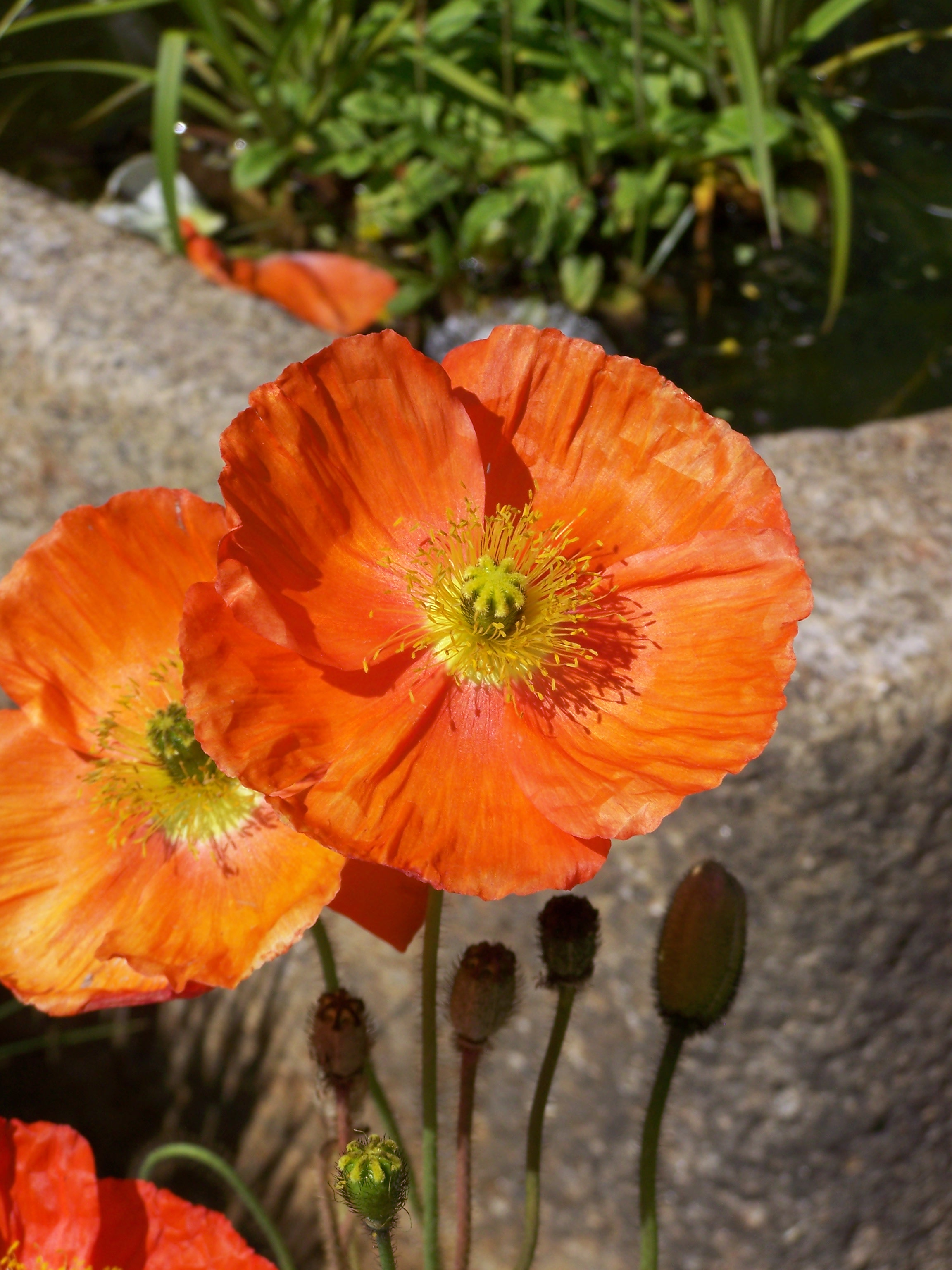
Fleur épanouie, en bouton et jeune fruit.
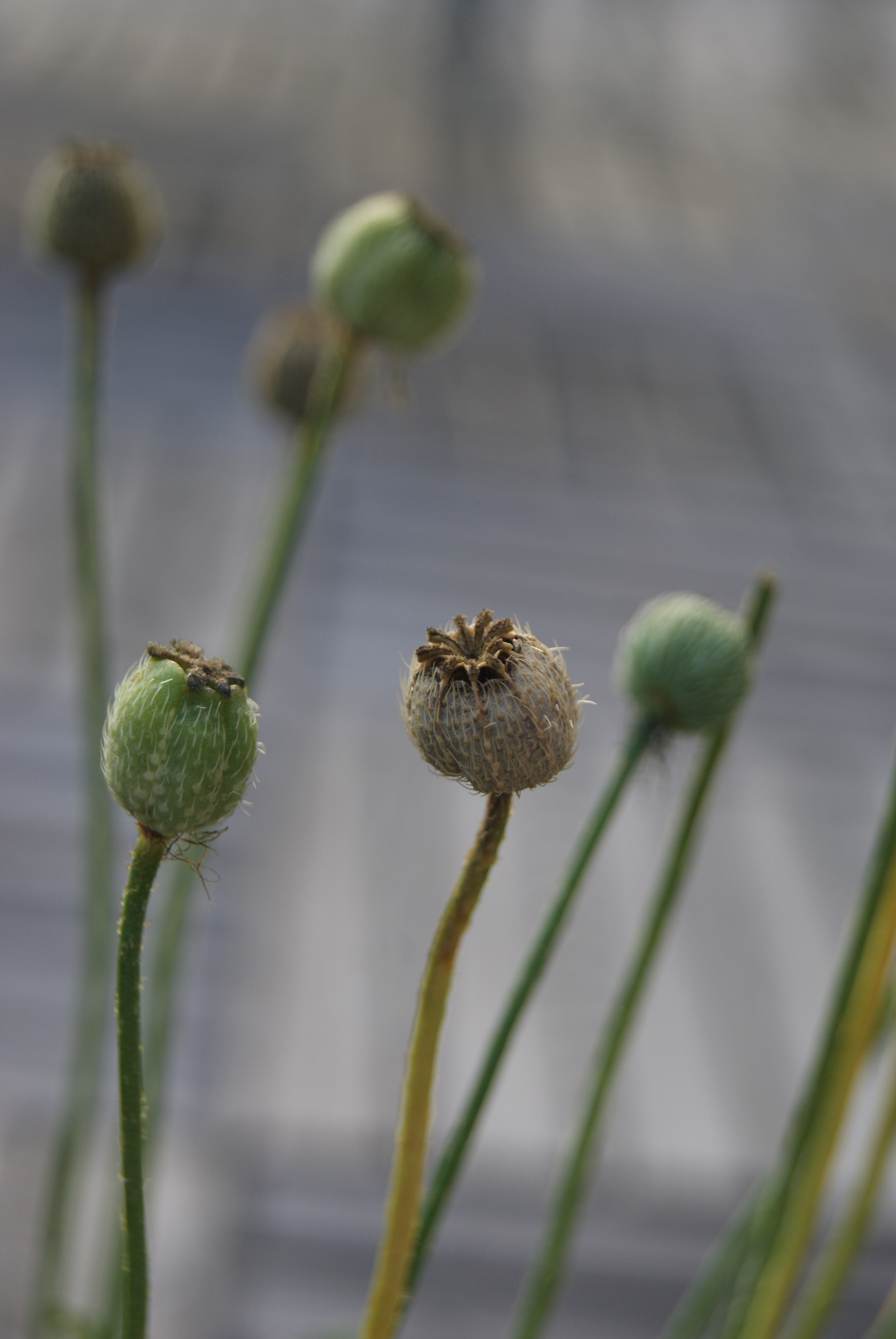
Fruits.
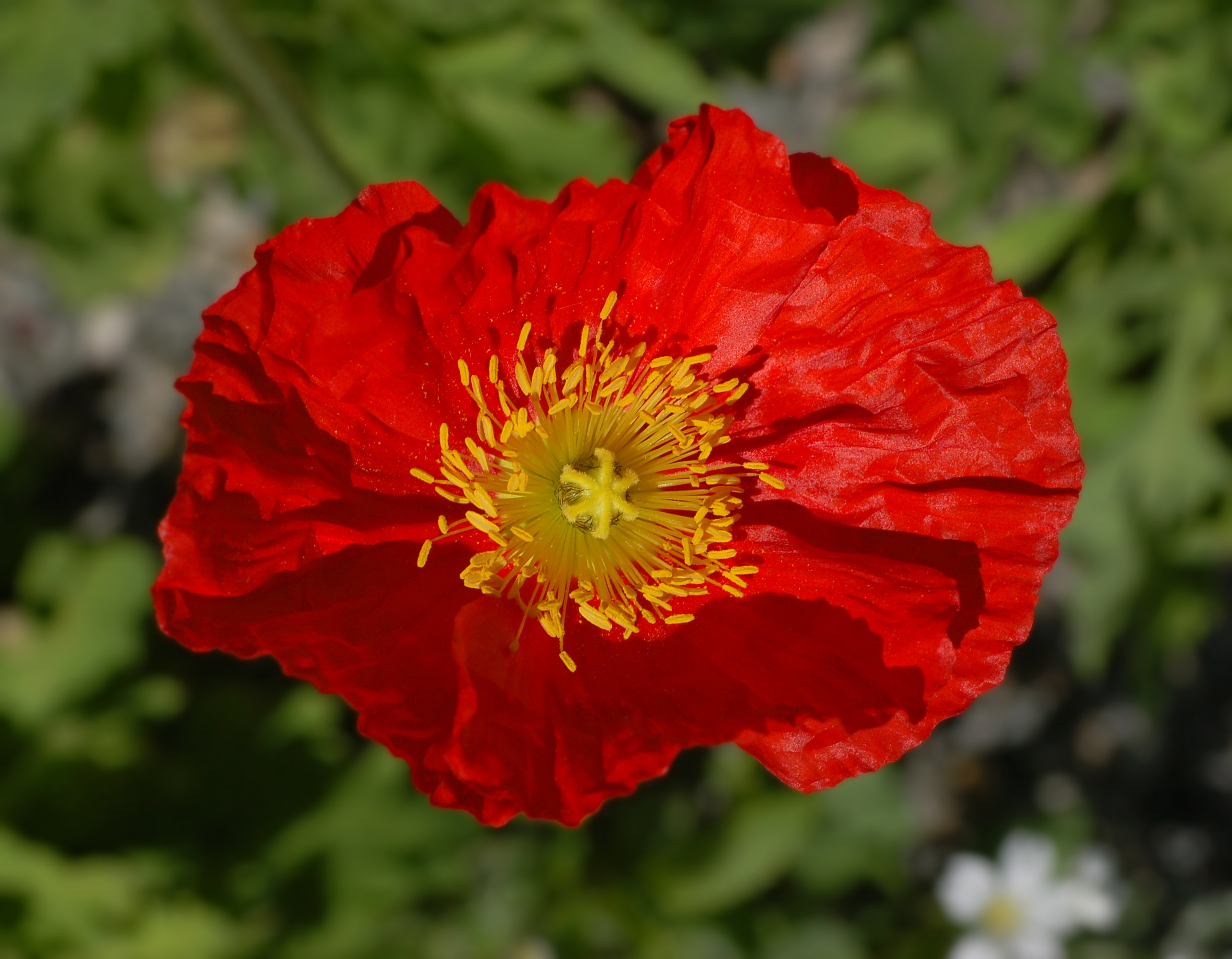
Papaver nudicaule, exemplaire à fleur rouge.
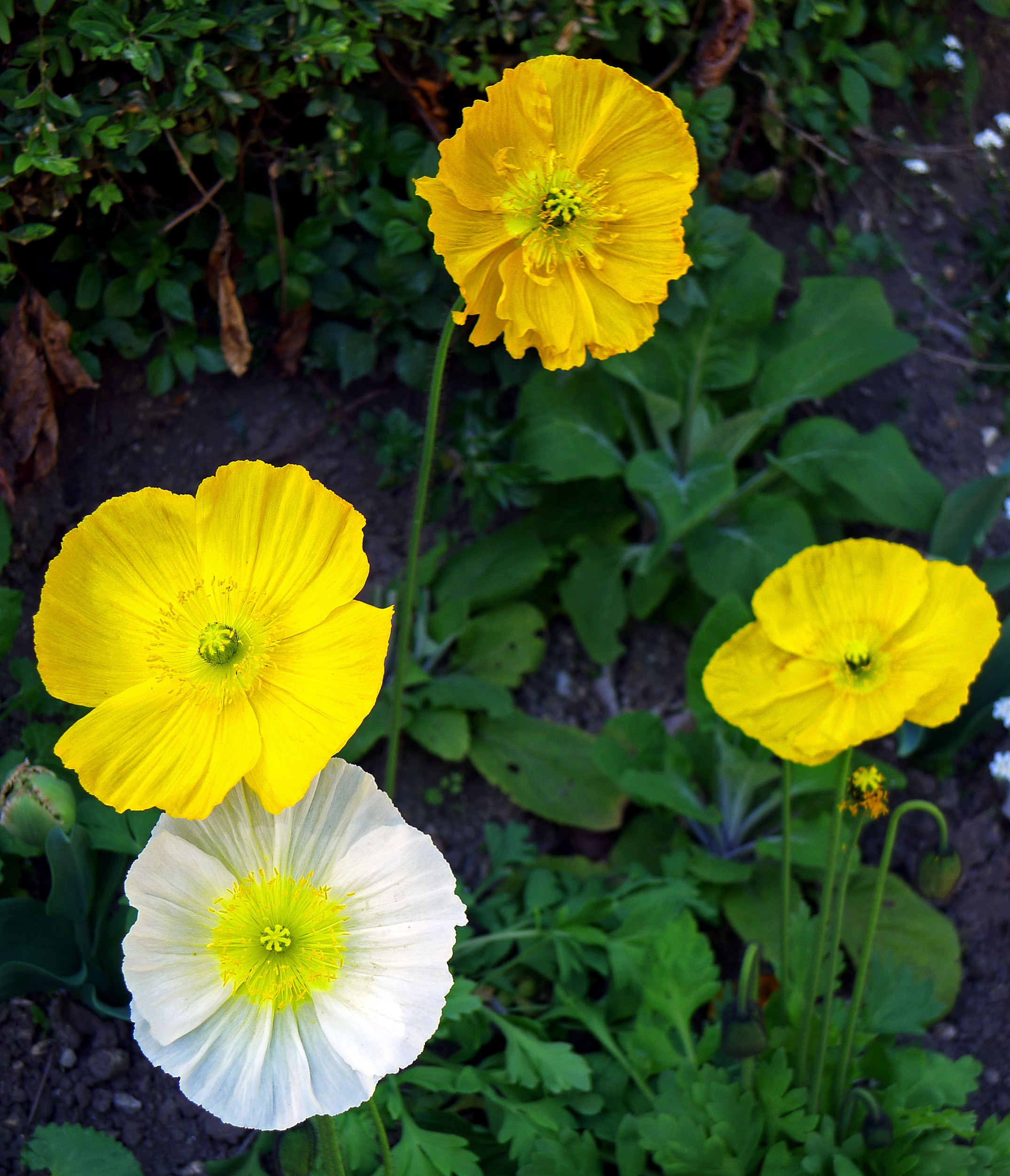
Papaver nudicaule à fleurs blanches et jaunes.

## Liste des variétés et sous-espèces
Selon Catalogue of Life (18 mars 2019) :
- Papaver nudicaule var. microcarpum

Selon NCBI (18 mars 2019) :
- Papaver nudicaule var. aquilegioides Fedde

Selon Tropicos (18 mars 2019) (Attention liste brute contenant possiblement des synonymes) :
- Papaver nudicaule subsp. americanum Rändel ex D.F. Murray
- Papaver nudicaule subsp. amurense N. Busch
- Papaver nudicaule subsp. insulare Petrovsky
- Papaver nudicaule subsp. nudicaule
- Papaver nudicaule subsp. rubroaurantiacum (Fisch. ex DC.) Fedde
- Papaver nudicaule subsp. xanthopetalum Fedde